# NGC 2972
NGC 2972 (ook wel NGC 2999) is een open sterrenhoop in het sterrenbeeld Zeilen. Het hemelobject werd op 9 mei 1826 ontdekt door de Schotse astronoom James Dunlop.

## Synoniemen
- NGC 2999
- OCL 778
- ESO 212-SC11